# Selbstregulierungsorganisation
Selbstregulierungsorganisationen, kurz SRO (französisch organismes d’autorégulation, OAR, italienisch organismi di autodisciplina, OAD) sind privatrechtliche Organisationen, um Finanzintermediäre nach dem Geldwäschereigesetz zu Sorgfaltspflichten anzuhalten. Diese Organisationen müssen von der FINMA anerkannt werden und werden auch von ihr überwacht. Finanzintermediäre wiederum müssen sich einer SRO anschliessen beziehungsweise haben auch einen Anspruch, sofern sie bestimmte Bedingungen erfüllen, von einer SRO aufgenommen zu werden (Art. 14. Abs. 2 GwG).